# Luann Ryon
Luann Ryon   (Long Beach, 13 de gener de 1953 - Riverside, 27 de desembre de 2022) va ser una tiradora amb arc estatunidenca, ja retirada, que va competir durant les dècades de 1970 i 1980.
El 1976 va prendre part en els Jocs Olímpics de Mont-real, on va guanyar la medalla d'or en la prova individual femenina del programa de tir amb arc.
En el seu palmarès també destaquen dues medalles d'or al Campionat del món de tir amb arc de 1977 i quatre campionats nacionals (1976, 1977, 1978 i 1982).